# Szerelem első vendéglátásra
A Szerelem első vendéglátásra (eredeti cím: Falling Inn Love) 2019-ben bemutatott amerikai romantikus vígjáték, melyet az amerikai Roger Kumble filmrendező, forgatókönyvíró és dramaturg rendezett, Elizabeth Hackett és Hilary Galanoy forgatókönyvéből. A főszerepben Christina Milian és Adam Demos látható. A filmet 2019. augusztus 29-én mutatta be a Netflix.

## Cselekmény
San Franciscóban Gabriela élete békés: két és fél éve ugyanaz a barátja, van legjobb barátnője, akivel együtt jár jógázni, és ő maga környezetkímélő technikákkal foglalkozó cégnél dolgozik. Hirtelen felborul az élete, amikor a cég csődje miatt elveszíti a munkáját, barátja elhagyja, mert nem akar hallani a vele való együttélésről.
Gabriela egyedül, otthoni borozgatás közben mintegy oda sem figyelve egy új-zélandi weboldal „Nyerj fogadót” elnevezésű nyereményjátékára kattint (amiről sejti, hogy csak komolytalan átverés lehet, de egy kis mókát megér), és persze meg is nyeri a csodálatos panorámájú vidékre néző, gyönyörű fogadót, amiről a weboldal szép fényképeket mutat. Miután értesítést kap, hogy a nyereményét átveheti, úgy gondolja, nincs sok veszíteni valója, ezért úgy dönt, Új-Zélandra utazik, hogy megnézze a fogadót.
Amint megérkezik Új-Zélandra, és odaér a helyszínre, rájön, hogy a sorsolás valóban átverés volt, amivel a régi tulajdonos megszabadult a fogadótól (és az esedékes adófizetéstől), a Bellbird Valley Farm a fotókon láthatóval ellentétben már évek óta romokban hever és szörnyű állapotban van. Omladozó a homlokzat, ajtó nincs, a tető beázik, bent pedig egy kecske legelészik a padlón.
Annak ellenére, hogy számos felújításra van szükség, Gabriela úgy dönt, hogy marad, és keményen dolgozni kezd a leromlott állapotú fogadó felújításán. A lány azt fontolgatja, hogy környezetbarát módszereket fog alkalmazni, hiszen ehhez ért igazán. A közeli városka egyetlen épület-helyreállítási szakértője Jake Taylor (aki vállalkozó és önkéntes tűzoltó). A mogorva, nyers modorú férfi praktikus felújítási tanácsokat ad a nőnek, neki azonban nem szimpatikus a stílusa, ezért saját maga kezd a felújításba (amihez nem igazán ért). Jake agglegény és ezermester, de lelkileg bezárkózva él, mióta két évvel korábban látta meghalni kedves barátnőjét. Gabriela rövid idő alatt összebarátkozik a város összes lakójával, akik segítenek neki a felmerülő munkák megoldásában. Jake-et azonban csak ritkán kéri fel segíteni.
Gabriela a munkálatok befejezése után el akarja adni a fogadót, hogy visszatérjen az Egyesült Államokba, amire Chad, egykori kollégája bátorítja, aki felajánlja neki egy újonnan alapított cég alelnöki posztját.
Bejelentés nélkül megjelenik Gabriela volt barátja, Dean, akit Charlotte (a város egyetlen másik fogadójának tulajdonosa) hamis ürüggyel csalogatott oda (Gabriela telefonját használva), mivel azt reméli, hogy a férfi meggyőzi a lányt, hogy térjen vele haza és előtte adja el a fogadót (amit Charlotte szívesen megvenne). Dean egy melbourne-i befektetési társasággal kedvező ajánlatot dolgozott ki a fogadó megvásárlására, de Gabriela ezt elutasítja. Az ajánlat Charlotte-ot is váratlanul éri, mert ez keresztezné az ő vásárlási terveit, és nem lenne esélye egy tőkeerős céggel szemben, ezért amikor úgy tűnik, hogy Gabriela el akarja hagyni Új-Zélandot (nem kis részben azért, mert úgy látja, hogy Jake közömbös iránta), maga Charlotte az, akit lelkiismeret-furdalás gyötör, és leleplezi a saját árulását (amit azért csinált, mert a másik fogadóban konkurenciát látott).
Még ha el is utazik, a fogadót valakinek működtetnie kell és rendszeresen karbantartani ezt-azt, ezért a hazaindulás előtt Gabriela és Jake 50-50%-os partnerségi szerződést kötnek, amiben Gabriela a tulajdonos, Jake pedig az üzemeltető.
Azonban miután az utolsó berendezési tárgyak is a helyükre kerülnek, Gabriela valahogy habozik elhagyni az egyre szimpatikusabbá váló Jake-et, a felújított fogadót és azt a befogadó közösséget, amely fejlesztette kreatív oldalát.
Gabriela végül Jake-kel együtt úgy dönt, a közösségben marad, és együtt üzemeltetik a fogadót.

## Szereplők
| Szerep              | Színész                | Magyar hang         |
| ------------------- | ---------------------- | ------------------- |
| Gabriela Diaz       | Christina Milian       | Ligeti Kovács Judit |
| Jake Taylor         | Adam Demos             | Fehér Tibor         |
| Dean Conner         | Jeffrey Bowyer-Chapman | Makranczi Zalán     |
| Charlotte Wadsworth | Anna Jullienne         | Farkasházi Réka     |
| Shelley             | Claire Chitham         | Tarr Judit          |
| Manaaki             | Blair Strang           | Rába Roland         |
| Peter               | Jonathan Martin        | Pavletits Béla      |
| Norman "Norm"       | William Walker         | Bácskai János       |
| Chad                | Daniel Watterson       | Dér Zsolt           |
| Sage                | Simone Walker          | Nagy Katica         |
| Dr. Corey Harrison  | Arlo MacDiarmid        | Galbenisz Tomasz    |

## Gyártás
2019 februárjában bejelentették, hogy a Netflix zöld utat adott a Szerelem első vendéglátásra című filmnek Christina Milian és Adam Demos főszereplésével, valamint Roger Kumble rendezésével. A filmet az új-zélandi Thamesben forgatták.

## Bemutató
A film 2019. augusztus 29-én jelent meg a Netflixen.

## Fordítás
- Ez a szócikk részben vagy egészben  a   Falling Inn Love című angol Wikipédia-szócikk fordításán alapul.  Az eredeti cikk szerkesztőit annak laptörténete sorolja fel. Ez a jelzés csupán a megfogalmazás eredetét és a szerzői jogokat jelzi, nem szolgál a cikkben szereplő információk forrásmegjelöléseként.
- Ez a szócikk részben vagy egészben  a   Falling Inn Love - Ristrutturazione con amore című olasz Wikipédia-szócikk fordításán alapul.  Az eredeti cikk szerkesztőit annak laptörténete sorolja fel. Ez a jelzés csupán a megfogalmazás eredetét és a szerzői jogokat jelzi, nem szolgál a cikkben szereplő információk forrásmegjelöléseként.
- Ez a szócikk részben vagy egészben  az   Amor en obras című spanyol Wikipédia-szócikk fordításán alapul.  Az eredeti cikk szerkesztőit annak laptörténete sorolja fel. Ez a jelzés csupán a megfogalmazás eredetét és a szerzői jogokat jelzi, nem szolgál a cikkben szereplő információk forrásmegjelöléseként.